# Francisco Castro Rodrigues
Francisco Castro Rodrigues (Lisboa, 1 de outubro de 1920 — Lisboa, 2 de maio de 2015) foi um arquitecto português.
Formou-se em arquitectura na Escola de Belas-Artes de Lisboa.
Foi dirigente da Sociedade Nacional de Belas-Artes. Membro do Sindicato Nacional dos Arquitectos e do grupo ICAT (Iniciativas Culturais Arte e Técnica). Com Lurdes Castro Rodrigues traduziu a versão integral da Carta de Atenas, o manifesto saído do IV Congresso Internacional de Arquitectura Moderna (CIAM).
Activista do MUD Juvenil.
Colabora como tirocinante no Gabinete de Urbanização Colonial (GUC, posteriormente do Ultramar) em Lisboa, no plano de urbanização para o Lobito e Hospital de Nampula.
Desenvolveu actividade profissional no Lobito, em Angola, entre 1953 e 1987. “… com generosidade e talento ofereceu a sua vida profissional à que se tornou na época a segunda cidade angolana.” 
Dividindo-se entre o serviço público e a profissão liberal, inicia aqui a sua fase mais criativa e influente. No Lobito, implantou uma arquitectura racional recorrendo às técnicas construtivas modernas que se encontravam em franca expansão nos principais territórios coloniais, e cuja qualidade de execução não se revelou inferior à metropolitana.
Utilizou nos seus edifícios grelhagens para ensombramento das fachadas e introduziu ventilação cruzada, preocupações dominantes da arquitectura nos trópicos.
Obras suas incluem intervenções de artistas plásticos como o pintor Manuel Ribeiro de Pavia, João Mário Rascão, Clotilde Fava, Luísa Afonso e o pintor Luis Dourdil.
Contribuiu para a organização do curso de arquitectura de Angola, depois da independência, até 1987.
O arquitecto Francisco Castro Rodrigues faleceu no dia 2 de maio de 2015 no Hospital de Santa Maria em Lisboa, edifício em cujo projecto de adaptação trabalhou, no atelier do arquitecto João Simões.

## Obras
Algumas obras deste arquitecto:
- Bloco "Casa Sol" (com intervenção azulejar do pintor Manuel Ribeiro de Pavia - 2 paineis);
- Liceu do Lobito (1966);
- Cine-Flamingo, no Lobito, obra de 1963;
- Liceu do Sumbe (1971-72);
- Palácio da Justiça do Sumbe;
- Catedral do Sumbe (com painel cerâmico da escultora Clotilde Fava e tapeçaria do pintor Luís Dourdil) (1966);
- Edifício multifamiliar Companhia de Seguros Universal (1967);
- Paços do Concelho da Ganda (com intervenção plástica de João Mário Rascão);
- Casa Canhão Bernardes, Lobito, Angola, década de 1960. (com painel de fachada de Luísa Afonso);
- Edifício "Pic-nic", Lobito, Angola, década de 1960.
- Edifício “Lusolanda”;
- Edifício Marvão & Martins;
- Casa Americana;
- Bloco na praça Gil Vicente.
- Plano Director do Lobito (1975);
- Planos urbanísticos do Lobito, Vila da Catumbela e Sumbe;
- Plano para a Cidade do Pioneiro.